# اعتراضات ۱۴۰۱ کشاورزان ایران
اعتراضات ۱۴۰۱ کشاورزان ایران، به دنبال اعتراضات آنها در طی سالهای گذشته منجمله در اصفهان و اهواز،... به دلیل مدیریت نادرست و تصمیم‌های غلط به بحران کمبود آب ادامه یافته‌است.
کشاورزان در ادامه اعتراضات خود در ۱۴۰۱ همچنان به وجود بساط چپاولگری مافیای آب و محاکمه مسئولان خشک‌کنندگان زاینده‌رود و تداوم مشکلات معیشتی‌شان اعتراض کردند و خواهان حقابه و رفع مشکلاتشان برای کشاورزی که تنها منبع درآمدشان برای تأمین معیشت آنهاست شدند.

## اعتراضات
روز ۱۵ فروردین کشاورزان شرق و غرب اصفهان در ادامه اعتراضاتشان به بساط چپاولگری مافیای آب و تداوم مشکلات معیشتی شان، مقابل ساختمان دادگستری تجمع کرده و خواهان محاکمه مسئولان خشکاندن آب زاینده رود شدند.
دوشنبه ۲۲ فروردین کشاورزان اصفهان برای پیگیری مطالبات و حقابه مورد نیاز، مقابل استانداری دست به تجمع زدند. کشاورزان اصفهان هر هفته روزهای دوشنبه را روز اعتراض خود تا رسیدن به خواستهایشان تعیین کرده‌اند. تأکید کشاورزان در این تجمع همچنان اتحاد کشاورزان شرق و غرب اصفهان در برابر مافیای آب است. کشاورزان با شعار «اینهمه بیعدالتی هرگز ندیده ملتی» پیگیر مطالباتشان شده و اعلام کردند که تا وقتی جواب نگیرند این تجمعات ادامه خواهند داد. آنها گفتند ما آبمان را می‌خواهیم و خواست فوری آنها حقابه و رفع مشکلات معیشتی‌شان است.
شنبه ۲۷ فروردین، جمعی از کشاورزان اصفهان، در اعتراض به عدم تأمین حقابه خود توسط متولیان مربوط، در کنار یکی از کانال‌های فرعی، تجمع اعتراضی داشتند. یکی از کشاورزان معترض می‌گوید که تاکنون سازمان آب، اجازه ورود آب غرب منطقه که کشاورزان جهت آبیاری مزارع خود به آن نیاز دارند را صادر نکرده‌است.
شنبه ۷ خرداد، گروهی از کشاورزان در مقابل استانداری استان لرستان واقع در خرم‌آباد در تجمع اعتراضی خود خواهان رسیدگی به مطالباتشان شدند. تجمع این شهروندان در اعتراض به عدم تأمین حق‌ آبه آنها صورت گرفته‌است.
چهارشنبه ۱۱ خرداد، شماری از کشاورزان بخش بیرانشهر خرم‌آباد واقع در استان لرستان، در اعتراض به عدم رها نشدن آب سد ایوشان، در مقابل ساختمان بخشداری دست به تجمع زدند.
پنجشنبه ۱۹ خرداد، گروهی از کشاورزان شهرستان لنجان واقع در استان اصفهان در یک تجمع اعتراضی در مقابل فرمانداری این شهرستان خواستار رسیدگی به درخواست‌های خود شدند. آنها علت این تجمع را عدم تخصیص حقابه کشاورزی و خشک شدن اراضی و محصولات خود عنوان کردند.
شنبه ۲۱ خرداد، شماری از کشاورزان شادگان در مقابل فرمانداری این شهرستان تجمع اعتراضی بر پا کردند. آنها علت این تجمع را قطع یا تقلیل شدید سهمیه سوخت تراکتورهای خود اعلام کردند.
پنجشنبه ۲۶ خرداد، جمعی از کشاورزان و دامداران شهرستان قهدریجان همزمان با سفر ابراهیم رئیسی به اصفهان، تجمع اعتراضی بر پا کردند.
یکشنبه ۲۹ خرداد، عده‌ای از کشاورزان منطقه دریاسر در جلو ساختمان فرمانداری لنگرود تجمع داشتند.
پنجشنبه ۹ تیر، گروهی از کشاورزان و رانندگان تراکتور در گتوند، همراه با تراکتورهای خود در برابر ساختمان فرمانداری این شهرستان تجمع اعتراضی بر پا کردند.
یکشنبه ۲ مرداد، جمعی از کشاورزان کلزاکار شهرستان بهبهان، در اعتراض به عدم پرداخت مابه‌التفاوت قیمت محصولاتشان توسط مسئولان مربوط، در مقابل ساختمان فرمانداری این شهرستان تجمع اعتراضی بر پا کردند.
پنجشنبه ۲۰ مرداد، گروهی از کشاورزان اصفهان در اعتراض به کمبود آب، در برابر سازمان آب اصفهان تجمع اعتراضی برپا کردند.
سه شنبه ۲۵ مرداد، گروهی از کشاورزان اصفهان به دلیل عدم تخصیص حق آبه کشاورزان و عدم رسیدگی به مطالبات آنها در برابر اداره آب منطقه‌ای این شهر، تجمع اعتراضی بر پا کردند.
دوشنبه ۳۱ مرداد، گروهی از کشاورزان اصفهان در اعتراض به حق‌ آبه زاینده‌رود و تعهدات سازمان منطقه‌ای آب اصفهان و دیگر درخواست‌های خود در برابر ساختمان اداره آب منطقه‌ای اصفهان، تجمع اعتراضی برگزار کردند.
سه‌شنبه ۱۵ شهریور، شماری از کشاورزان روستای مرغملک از توابع شهرستان شهرکرد واقع در استان چهارمحال و بختیاری، نسبت به روند کند رسیدگی به پرونده مرتبط با اراضی خود در مقابل ساختمان دادگاه عمومی بخش لاران، دست به تجمع اعتراضی زدند.